# Брыков, Александр Петрович
Алекса́ндр Петро́вич Брыков (1889, Москва — 30 октября 1937, там же) — советский государственный и партийный деятель, председатель Исполнительного комитета Средне-Волжского краевого Совета.

## Биография
Сын крестьянина, рабочий-кожевенник. Образование низшее. С 1905 года принимал участие в революционной деятельности. В 1907 году подвергся административной ссылке на 2 года.
Один из организаторов московского профсоюза кожевников. Член РСДРП(б) с февраля 1917 года.
С октября 1917 года член Исполкома Моссовета и член Президиума солдатской секции Московского Совета.
С 1917 по 1918 год заместитель председателя Союза земств и городов, центрального управления военных заготовок.
С 1919 года на Восточном фронте. Чрезвычайный уполномоченный Совета Труда и Обороны РСФСР.
В 1922—1924 годах заместитель председателя Сибирского революционного комитета, затем член Сибирского бюро ЦК РКП(б).
На XII съезде партии избран членом Центральной Контрольной Комиссии РКП(б) (с 25 апреля 1923 по 23 мая 1924).
На I и II Съездах советов избирался членом ЦИКа.
С 1924 года — заместитель председателя ВСНХ РСФСР, член экономического совещания, начальник Управления государственной промышленности РСФСР.
С 1926 года также председатель Совета картофельной кооперации.
С июня 1929 по 13 августа 1932 года председатель Исполнительного комитета Средне-Волжского краевого Совета.
С 13 июля 1930 по 26 января 1934 года — член Центральной Ревизионной Комиссии ВКП(б).
После 1932 г. работал начальником Главбумпрома, затем начальником Главного строительного управления Главлесстроя Народного комиссариата лесной промышленности СССР.
26 января—10 февраля 1934 года делегат XVII съезда ВКП(б).
Арестован 2 июля 1937 года, 29 октября того же года осужден ВКВС СССР по обвинению в участии в антисоветской террористической организации.
Расстрелян 30 октября 1937 года. Похоронен в Москве на Донском кладбище.
Реабилитирован военной коллегией Верховного суда СССР 21 июля 1956 года.